# La caja de sorpresas (cuento de Ray Bradbury)
La caja de sorpresas (título original en inglés: Jack-in-the-Box ) es un cuento del escritor estadounidense Ray Bradbury publicado originalmente en la antología Dark Carnival (1947).
Después apareció en el magazine Avon Fantasy Reader de noviembre de 1951 y en los libros recopilatorios El país de octubre (1955), The Small Assassin (1962) y The Stories of Ray Bradbury (1980).

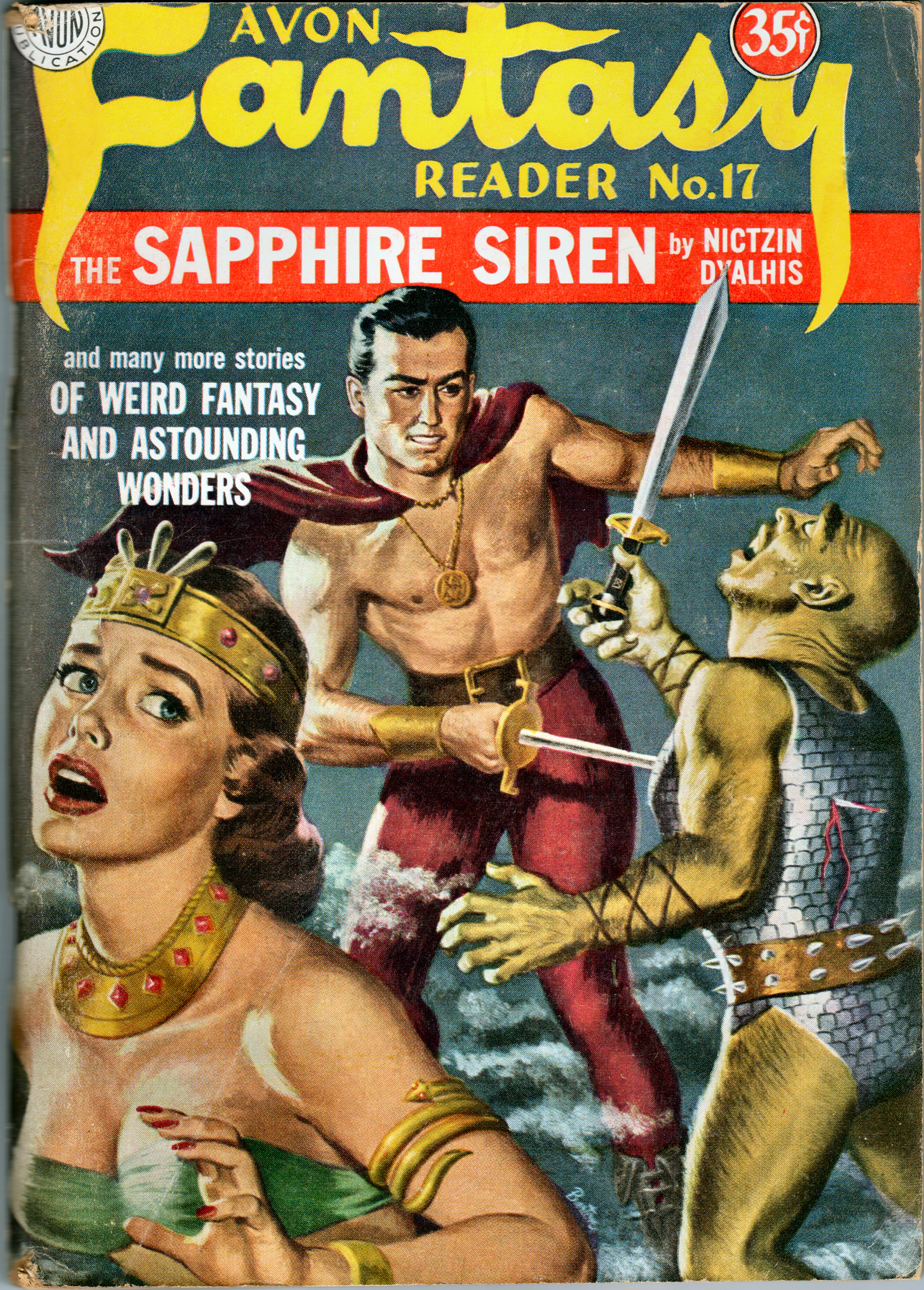
Portada de Avon Fantasy Reader (noviembre de 1951) donde aparece publicado el cuento

## Argumento
Edwin vive en una casa con su madre y su maestra. Observa los árboles por la ventana, pero no puede salir de casa porque su madre le ha explicado que tras los árboles hay bestias que matan a las personas, como hicieron con su padre.

## Adaptaciones
En 2013, Alex Gray dirigió Jack-in-the-Box, un cortometraje interpretado por Ethan Clock y Jane Donnelly.